# Lycosa uzbekistanica
Espèce
Lycosa uzbekistanica est une espèce d'araignées aranéomorphes de la famille des Lycosidae.

## Distribution
Cette espèce est endémique d'Ouzbékistan. Elle se rencontre dans les provinces de Kachkadaria et de Namangan.
Sa présence est incertaine au Kazakhstan.

## Description
La carapace de la femelle holotype mesure 9,00 mm de long sur 6,30 mm et l'abdomen 10,10 mm de long sur 7,20 mm.

## Systématique et taxinomie
Cette espèce a été décrite par Logunov en 2023.

## Étymologie
Son nom d'espèce lui a été donné en référence au lieu de sa découverte, l'Ouzbékistan.

## Publication originale
- Logunov, 2023 : « Further notes on the fossorial wolf spiders of Middle Asia and the Near East (Aranei: Lycosidae). » Arthropoda Selecta, vol. 32, no 4, p. 475-512 (texte intégral).